# ゴールドエッグス
株式会社ゴールドエッグス（Gold Eggs Inc.）は、東京都品川区に本社を置き、スポーツ型アミューズメントパーク施設である「ニンジャ☆パーク」やスポーツスクールの運営などを手掛ける企業。くふう住まいコンサルティングの100%子会社。

## 概要
2011年12月に、TBSにおいて「筋肉番付シリーズ」「SASUKEシリーズ」などを手掛けていた樋口潮によって設立。各種スポーツのスクールの運営の他にも、2019年からスポーツ型アミューズメントパーク施設である「ニンジャ☆パーク」の運営を開始。他にも、「SASUKE」をベースとしたアトラクション企画・製作なども行っている。
ハイアス・アンド・カンパニー（現：くふう住まいコンサルティング）は2023年10月17日、樋口からの申し出によりゴールドエックスの全株式を取得する事を発表。ゴールドエックスは翌10月18日付でハイアス・アンド・カンパニーの完全子会社となった。

## 沿革
- 2011年12月28日 - 設立。
- 2019年11月30日 - 「ニンジャ☆パーク」1号店を茨城県古河市に開業。
- 2023年10月18日 - 株式譲渡により、ハイアス・アンド・カンパニーの完全子会社となる。

## 店舗
2023年12月現在、「ニンジャ☆パーク」を12店舗展開している。詳細は店舗一覧を参照。